# Tomika
Tomika (富加町, Tomika-chō) est un bourg du district de Kamo, dans la préfecture de Gifu, au Japon.

## Géographie

### Démographie
Au 1er mai 2014, la population de Tomika s'élevait à 5 570 habitants répartis sur une superficie de 16,82 km2.